# Gymnadenia × heufleri
Gymnadenia × heufleri là một loài thực vật có hoa trong họ Lan. Loài này được (A.Kern.) Wettst. mô tả khoa học đầu tiên năm 1889.